# Crónica de un niño solo
Crónica de un niño solo és una pel·lícula argentina dramàtica del 1965 dirigida per Leonardo Favio, en el seu debut cinematogràfic com a realitzador, i protagonitzada per Diego Puente en el paper protagonista. Va ser escrita per Favio i el seu germà Zuhair Jury. El film és considerat com la primera part d'una trilogia sense nom de pel·lícules dirigides per Favio, que continua amb Este es el romance del Aniceto y la Francisca, de cómo quedó trunco, comenzó la tristeza y unas pocas cosas más... (1966) i acaba amb El dependiente (1969). Va ser estrenada el 5 de maig de 1965.
Va rebre el Cóndor de Plata com a Millor pel·lícula en 1966. En una enquesta de crítics, historiadors i investigadors del cinema realitzada en 2000 pel Museu Nacional de Cinema Argentí, una majoria (75%) la considerava com la millor pel·lícula de la història del cinema argentí.
Va ser reconeguda com la millor pel·lícula del cinema argentí de tots els temps en l'enquesta realitzada pel Museo del Cine Pablo Ducrós Hicken en 2000. En una nova versió de l'enquesta organitzada en 2022 per les revistes especialitzades La vida útil, Taipei i La tierra quema, presentada al Festival Internacional de Cinema de Mar del Plata, la pel·lícula va aconseguir el lloc 5.
Al juliol de 2022 va ser declarada Bé d'Interès Artístic Nacional pel govern argentí per a garantir la conservació del suport material (negatius, positius i negatius de so) ja que, juntament amb altres pel·lícules de Favio, són considerades un «testimoniatge de la producció cinematogràfica nacional».

## Sinopsi
La pel·lícula tracta sobre la vida d'un nen pobre de l'Argentina, que transcorre entre la villa miseria i el "reformatori" (presó de menors).

## Repartiment
Van participar del film els següents intèrprets::
- Diego Puente (Polín)
- Tino Pascali (Oficial de justicia)
- Victoriano Moreira (Fiori)
- Beto Gianola (Policía)
- Leonardo Favio (Fabián)
- Carlos Lucero
- Mario Peña
- Juan Valunas
- Amadeo Sáenz Valiente
- María Vaner (La chica)
- María Luisa Robledo
- Elcira Olivera Garcés
- Juan Castro
- Juan Delicio
- Carlos Medrano
- Miguel Medrano
- Jorge Puente
- Oscar Saraceni
- Néstor Tricarico
- Jorge Cabello
- Roberto Domínguez
- Carlos González
- Carlos Membrives

## Producció
La pel·lícula està inspirada en vivències personals de Leonardo Favio, qui va néixer en una llar molt pobra, i després de sofrir l'abandó del seu pare, degué viure en orfenats, veient-se involucrat en robatoris d'estar per casa que el van portar al "reformatori".
Va ser dedicada a Leopoldo Torre Nilsson, mentor de Leonardo Favio en la seva carrera cinematogràfica.

## Premis
- Premis Còndor de Plata (1966): millor pel·lícula
- Festival Internacional de Cinema de Mar del Plata (1966): Millor pel·lícula en espanyol